# Bienenbüttel
Bienenbüttel – gmina samodzielna (niem. Einheitsgemeinde) w Niemczech, w kraju związkowym Dolna Saksonia, w północnej części powiatu Uelzen. Leży nad rzeką Ilmenau, na granicy z powiatem Lüneburg między Hamburgiem a Hanowerem.

## Dzielnice gminy
W skład gminy Bienebüttel wchodzą następujące dzielnice:
- Bargdorf
- Bever Beck
- Bornsen
- Edendorf
- Eitzen I
- Hohenbostel
- Hohnstorf
- Niendorf
- Rieste
- Steddorf
- Varendorf
- Wichmannsburg
- Wulfstorf